# 圓眼副䲁
圓眼副䲁（學名：Parablennius cyclops），為輻鰭魚綱鳚形目䲁科副䲁屬的一種，分布於西印度洋紅海海域，棲息在沿海淺水域，雌魚產附著性卵，雄魚有護卵行為，幼魚為浮游性，生活習性不明。